# Quốc lộ 2 (Campuchia)
Quốc lộ 2 của Campuchia dài 120 km, nối Phnôm Pênh với tỉnh Kandal và Takéo tới tận biên giới với Việt Nam. Tại Phnôm Pênh, tuyến này giao cắt với quốc lộ 1 gần cầu Monivong. Qua cặp cửa khẩu Phnom Den / Tịnh Biên, quốc lộ 2 Campuchia nối với quốc lộ 91 Việt Nam.